# Charles de Bourbon, duc de Berry

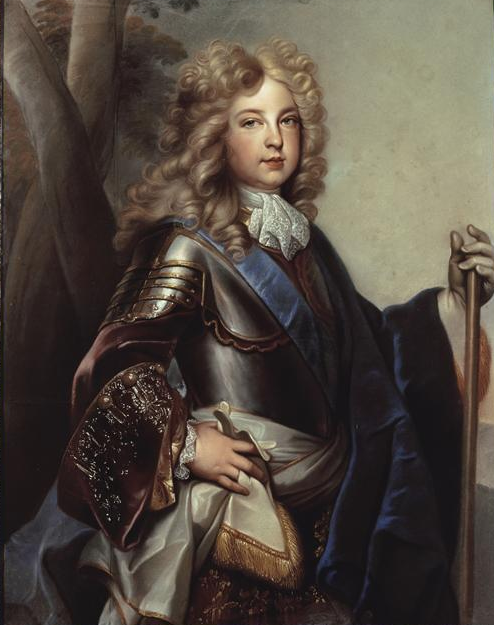
Charles de Bourbon, Porträt eines unbekannten Künstlers

Charles de Bourbon, duc de Berry (deutsch Karl von Frankreich, Herzog von Berry; * 31. August 1686 in Versailles; † 4. Mai 1714 in Marly) war Herzog von Berry (1686), Graf von Ponthieu, Herzog von Alençon, sowie Herzog von Angoulême (1710). Als Prinz von Frankreich war er Anwärter auf den französischen Thron. Dafür verzichtete er 1712 auf den spanischen Thron.

## Leben
Herzog Karl wurde als dritter Sohn des Dauphins Ludwig von Bourbon und dessen Gemahlin Maria Anna Victoria von Bayern in Versailles geboren. Er wuchs am Hofe seines Großvaters Ludwig XIV. auf und heiratete im Jahre 1710 die Prinzessin Marie Louise Elisabeth, die Tochter von Herzog Philipp II. von Orléans, dem späteren Regenten von Frankreich. Aus dieser Ehe gingen zwei Kinder, Karl und Marie Louise, hervor, die aber bereits 1713 und 1714 beide kurz nach der Geburt verstarben.
Neben dem Titel eines Herzogs von Berry trug Karl auch noch folgende andere Titel:
Herzog von Alençon und Angoulême, Graf von Ponthieu (1710 bis 1714). Der Titel eines Herzogs von Berry wurde nach seinem Tod erst im Jahre 1753 wieder vergeben, und zwar an den späteren König Ludwig XVI.
Im Frieden von Utrecht 1713 wurde sein älterer Bruder Philipp als König von Spanien bestätigt, musste aber auf alle Ansprüche hinsichtlich der französischen Krone sowohl für sich als auch für seine regierenden Nachkommen verzichten. Damit rückte der Herzog von Berry in der französischen Thronfolge an die zweite Stelle nach seinem 1710 geborenen Neffen Ludwig, dem Herzog von Anjou, der später als Ludwig XV. tatsächlich König von Frankreich werden sollte.
Karl starb 1714 an den Folgen eines Jagdunfalls. Hätte der Herzog länger gelebt, wäre er nach dem Tod Ludwigs XIV. am 1. September 1715 als Regent für den noch minderjährigen Ludwig in Frage gekommen.
Seine Frau überlebte ihn nur um fünf Jahre, in denen sie durch ein unstetes Leben oftmals negativ am Hof auffiel.